# Yannick Pupo
Yannick Dias Pupo (* 17. Juni 1988 in São Paulo) ist ein ehemaliger brasilianischer Fußballspieler.

## Karriere
Für Sporting Lissabon bestritt er zwei Ligaspiele in der Primeira Liga in der Saison 2007/08. Davor hatte er in zwei Ligaspielen in der Série A für EC Juventude gespielt.